# Adrian Grünberg

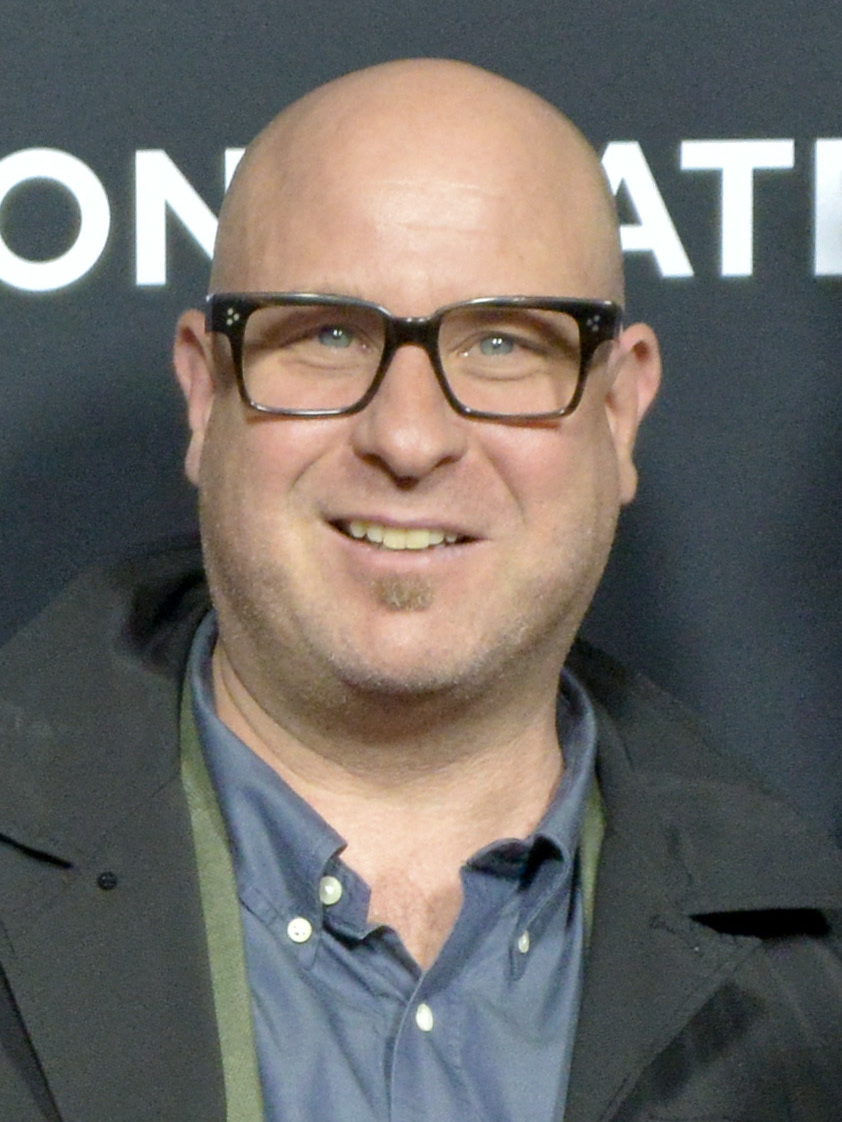
Adrian Grünberg, 2019

Adrian Grünberg (* 14. März 1975) ist ein amerikanischer Filmregisseur.

## Leben
Grünberg stammt aus einer jüdischen argentinischen Familie und wuchs in Spanien auf. Später zog er nach Mexiko, wo er sich in Mexiko-Stadt niederließ. Er arbeitete als Regieassistent oder als Regisseur der Second Unit an Filmen mit wie Perdita Durango (1997), Amores Perros (2000), Traffic (2000) und Wall Street: Geld schläft nicht (2010). Seine erste eigene Regiearbeit ist der 2012 erschienene Film Get the Gringo mit Produzent und Hauptdarsteller Mel Gibson, für den Grünberg zuvor bereits bei Apocalypto (2006) gearbeitet hatte. Weitere Tätigkeiten als Regieassistent, bzw. Second Unit Director beinhalten die Fernsehserien Sense8, Narcos und Narcos: Mexico sowie den Film Jack Reacher: Kein Weg zurück (2016). Adrian Grünbergs zweiter Einsatz als Spielfilm-Regisseur ergab sich mit dem Action-Film Rambo: Last Blood mit Sylvester Stallone in der Hauptrolle.

## Filmografie
- 2012: Get the Gringo (auch Drehbuch)
- 2018: Aquí en la Tierra (Fernsehserie,1 Folge)
- 2018–2021: Luise Miguel: La Serie (Fernsehserie, 3 Folgen)
- 2019: Rambo: Last Blood
- 2023: The Black Demon
- 2024: Bandidos (Miniserie, 5 Folgen)
- 2025: Die Gringo- Jäger